# Реза Шах Пахлаві
Реза Пахлаві або Реза шах Великий (маз. رضاشا, перс. رضا پهلوی вимовляється [ɾeˈzɒː ˈʃɒːh-e pæhlæˈviː] — Rezâ Pahlavi; 15 березня 1878, Мазендеран — 26 липня 1944, Йоганнесбург, Південно-Африканський Союз) — 34-й шахиншах Ірану з 15 грудня 1925 (тимчасовий глава держави 31 жовтня — 15 грудня 1925), перший з династії Пахлаві.

## Життєпис
Народився 15 березня 1878 у селі Алашт шахрістану Савадкух остану (провінції) Мазендерану в мазандеранській родині Аббас Алі-хана та Нуш-Афарін Айрумлу.
Кар'єру почав як рядовий Перської козацької бригади та дослужився до генерала. За допомогою колишніх товаришів по службі у козацькій дивізії в 1921 році, в розпал смути та зовнішньої інтервенції, іранський офіцер Реза Пахлаві з боями здобув столицю Тегеран і був призначений Ахмад-шахом військовим губернатором та головнокомандувачем, а через деякий час — військовим міністром. 1923 року Пахлаві був призначений прем'єр-міністром. Використовуючи своє становище та авторитет, він підготував повалення династії Каджарів. Установча асамблея меджлісу 31 жовтня 1925 року оголосила про позбавлення влади Ахмад-шаха Каджара. 12 грудня 1925 року Реза-хан був проголошений новим шахиншахом Ірану, а 15 грудня він склав присягу правителя, заснувавши таким чином династію Пахлаві.
Вніс внесок у модернізацію країни. 1935 року зажадав, щоб іноземні держави стали офіційно використовувати самоназву держави — Іран — замість старої назви Персія.
У 1941 році під час Другої світової війни спробував відмовити Велику Британію та СРСР у розміщенні їхніх військ на території Ірану, після чого був примушений військовою силою союзників до зречення 16 вересня 1941 року.
Його син Мохаммед Реза Пахлаві переніс останки батька до Ірану і спорудив йому розкішний мавзолей, однак після ісламської революції за розпорядженням аятоли мавзолей було зруйновано.

## Нагороди
- Орден Лева і Сонця 1 ступеня (Персія, 1923)
- Великий ланцюг ордена Сонця (Королівство Афганістан, 1928)
- Орден Білого орла (Польська республіка, 1929)
- Ланцюг ордена Мухаммеда Алі (Єгипетське королівство, 1932)
- Ланцюг ордена Хашимітів (Королівство Ірак, 1932)
- Кавалер ордена Серафимів (Швеція, 1934)
- Кавалер ордена Слона (Данія, 1937)
- Великий хрест ордена Леопольда I (Бельгія, 1937)
- Великий хрест ордена Почесного легіону (Французька республіка, 1937)
- Кавалер ордена Благовіщення (Королівство Італія, 1939)
- Великий хрест ордена святих Маврикія та Лазаря (Королівство Італія, 1939)

## Історичні факти
- Шах зображувався абсолютно на всіх випусках всіх банкнот спочатку Персії, потім Ірану з 1928 по 1943.
- Також на честь нього була названа перська золота монета Пахлаві, що карбувалась від 1927 року.

## Галерея

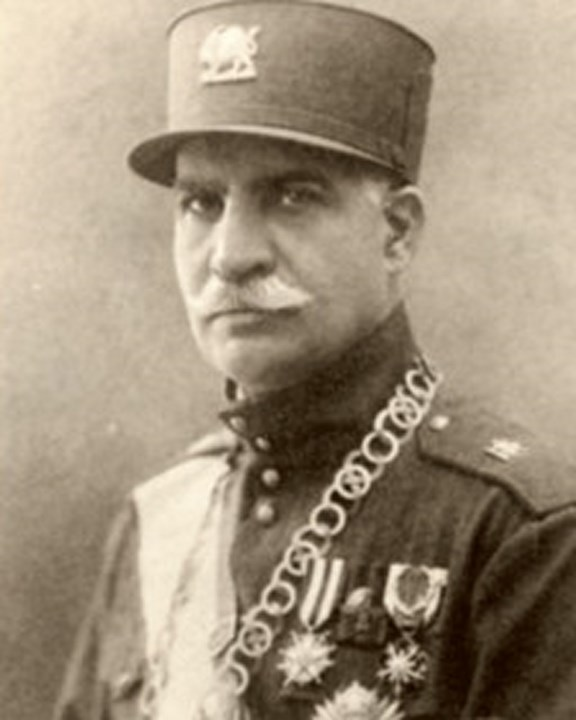
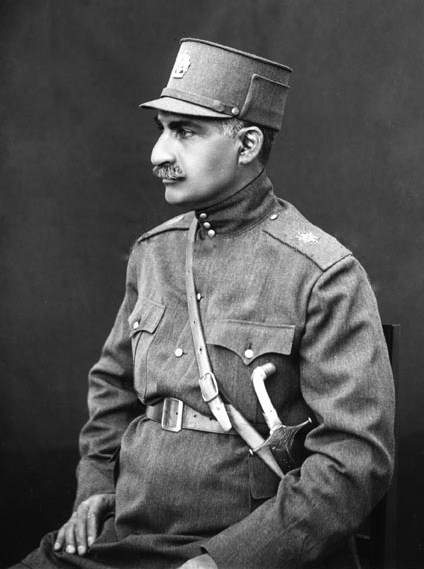
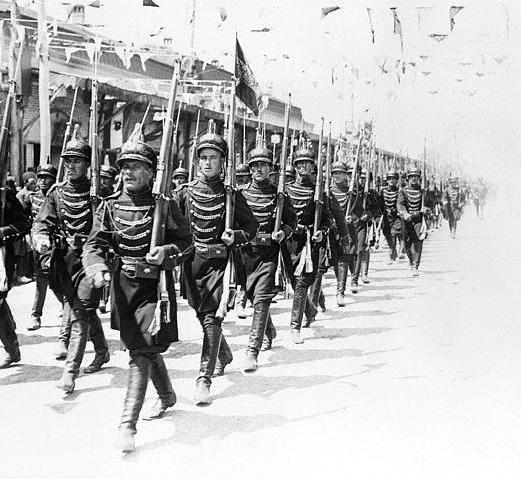
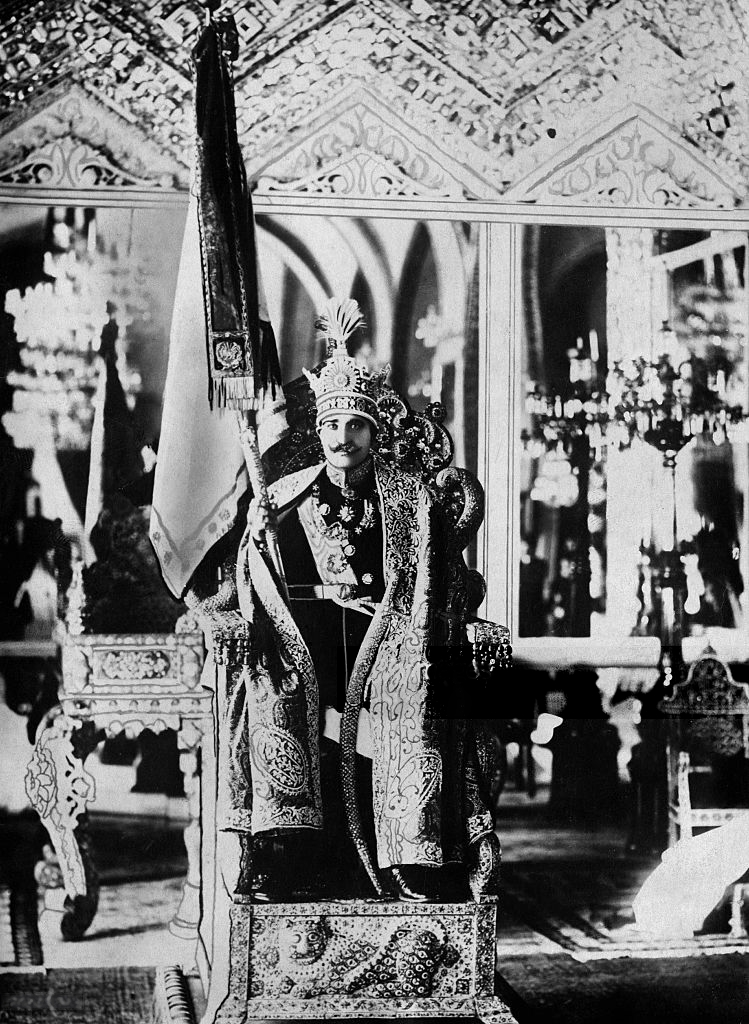
Церемонія коронації (на голові шаха Корона Пахлаві)
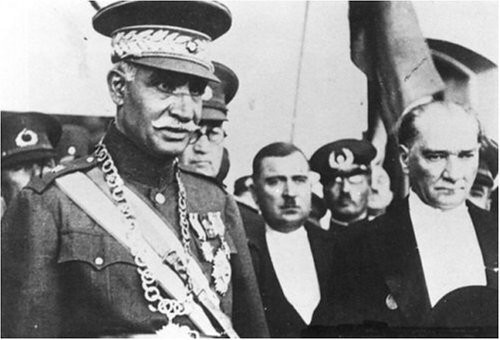
Шах і Ататюрк
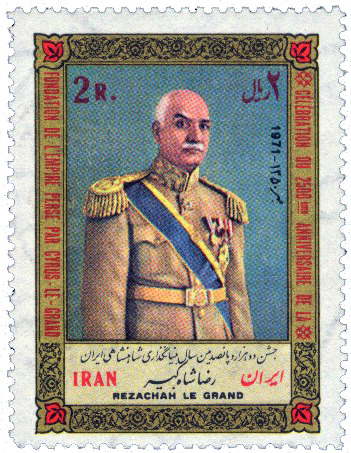
Марка
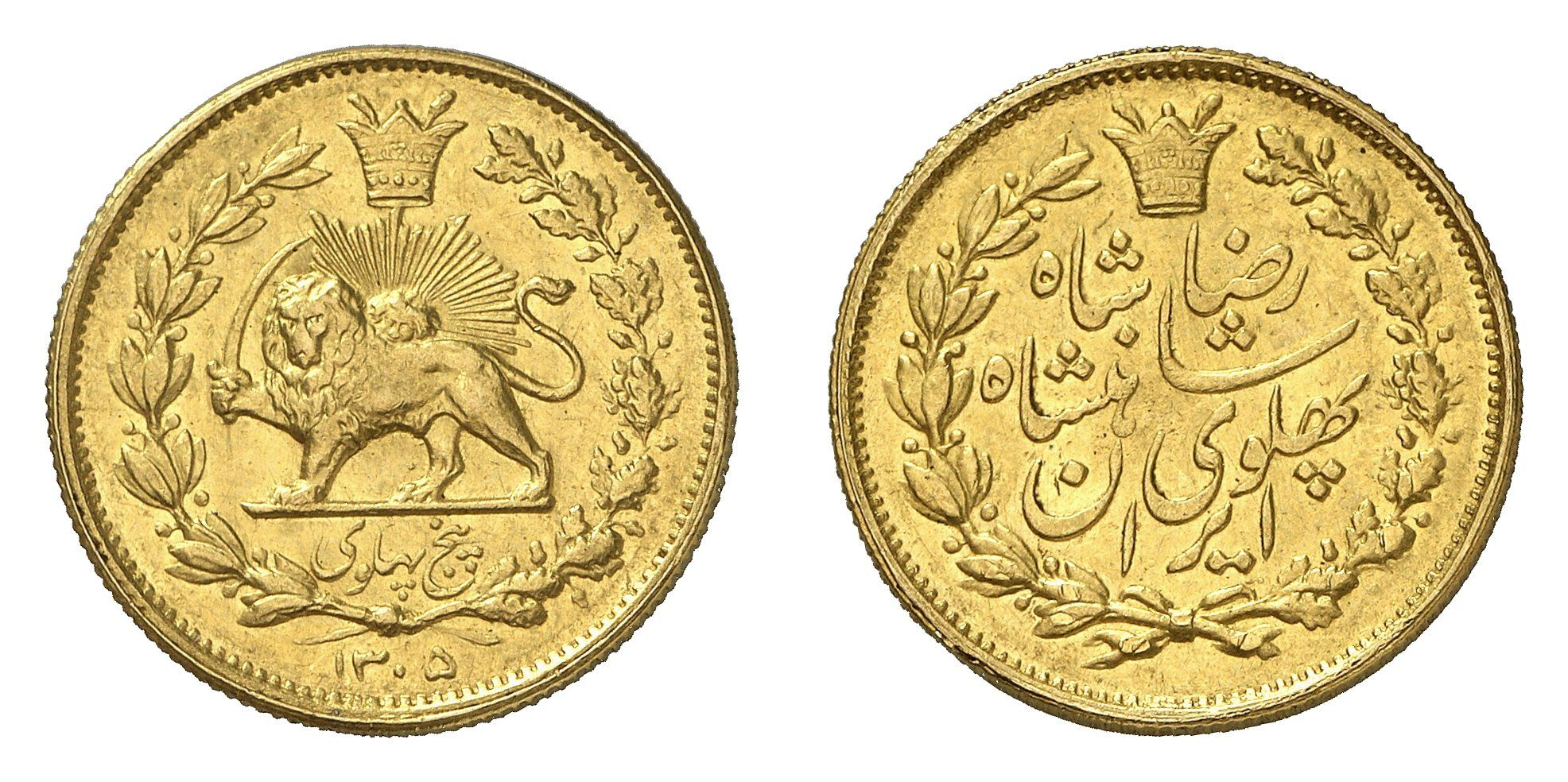
5 пехлеві
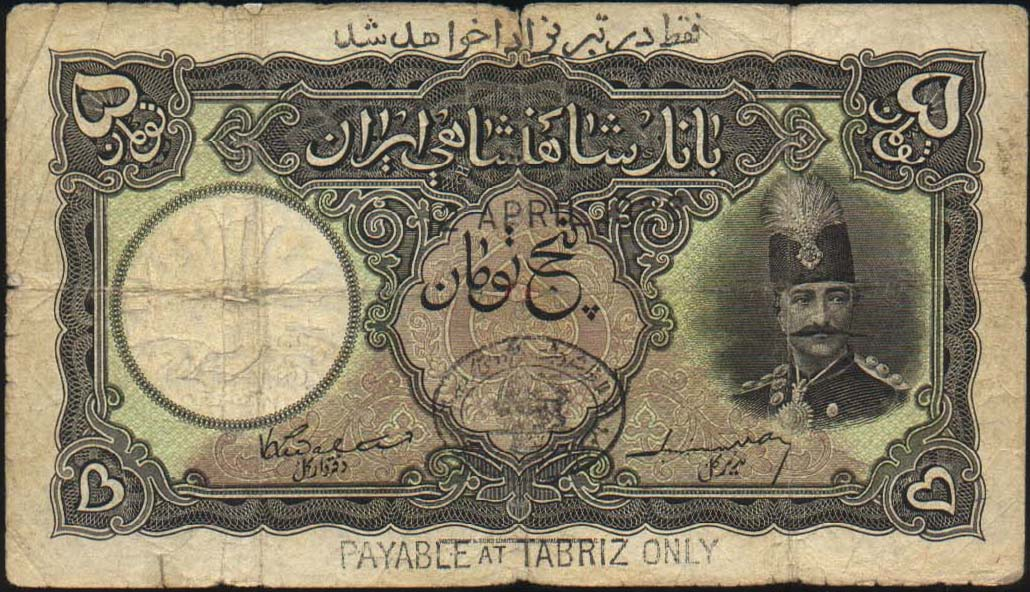
5 туманів, аверс, 1928
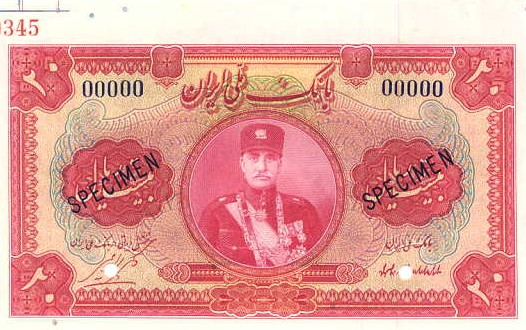
20 ріалів, 1932
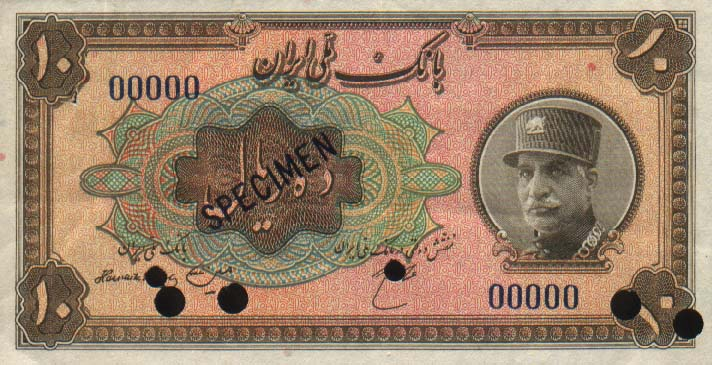
10 ріалів, 1934
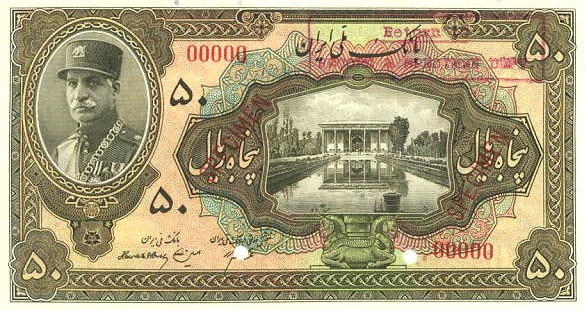
50 ріалів, 1934
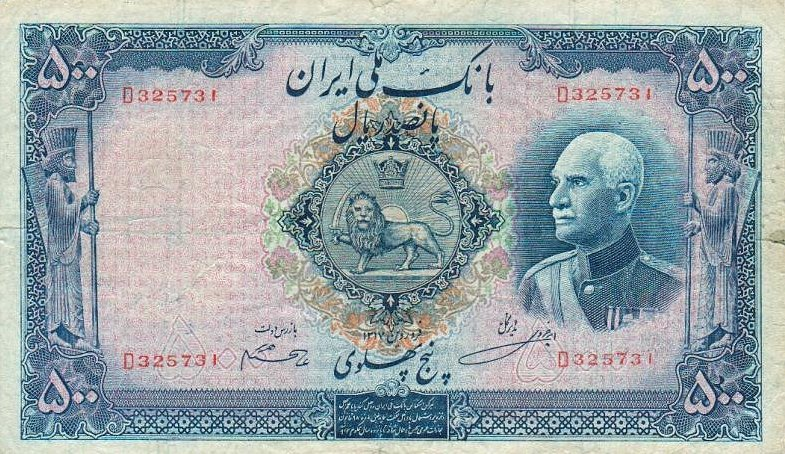
500 ріалів, 1938